# Hubert Alavoine
Hubert Alavoine, né à Pommerœul le 13 novembre 1737 et décédé à Obrechies le 30 novembre 1801, était un homme politique et ecclésiastique ; il fut le 48e et dernier abbé de l'abbaye de Saint-Denis-en-Broqueroie, près de Mons.

## Biographie
C'est en 1783 qu'Hubert Alavoine est élu abbé de Saint-Denis succédant ainsi à l'abbé Ambroise Rennard.
Avant la réunion des Pays-Bas autrichiens à la France révolutionnaire, l'abbé de Saint-Denis était membre, de droit, de la Chambre du Clergé des États du Hainaut. L'abbé Alavoine y fut député jusqu'en 1794. On retiendra de lui qu'avec deux autres députés, le comte de Thiennes, le chevalier de Bousies et M. Gendebien, il fut chargé par les États du Hainaut d'aller informer de la proclamation de l'indépendance du Hainaut auprès des États généraux des États belgiques unis.
Après la bataille de Fleurus en 1794, l'abbé Alavoine s'enfuit, comme beaucoup de bourgeois et de notables, suite de la victoire française. Il se rendit à Cologne et lorsqu'il revint à l'abbaye de Saint-Denis, celle-ci était fermée en exécution de la loi du 1er septembre 1796 (suppression des communautés religieuses et la remise de leurs biens à l’état républicain).